# Société d'histoire et d'archéologie de Saint-Valery-sur-Somme, du Ponthieu et du Vimeu
La Société d’archéologie et d’histoire de Saint-Valery-sur-Somme, du Ponthieu et du Vimeu  est une société savante de l'ouest du département de la Somme, dont le siège est à Saint-Valery-sur-Somme.

## Historique
Fondée en 1962, la Société d’archéologie et d’histoire de Saint-Valery-sur-Somme est l’héritière de la Société d’Histoire et d’Archéologie du Vimeu qui existait de 1905 à 1914.

## Objectifs et activités
La Société d’archéologie et d’histoire de Saint-Valery-sur-Somme, du Ponthieu et du Vimeu a son siège à l’hôtel de ville de Saint-Valery-sur-Somme, 19 place Saint-Martin.
Elle a pour but l’étude archéologique, historique et artistique de la ville de Saint-Valery-sur-Somme, et de ses environs, les pays du Ponthieu et du Vimeu.
Depuis 1967, elle publie, au mois de juin, un bulletin annuel qui rend compte des recherches de ses membres.
Elle organise des conférences, des expositions, des visites de musées et de sites historiques privés.

## Membres éminents
- Fernand Beaucour
- Jean-Jacques Becker
- Henri Heinemann, président d'honneur
- Robert Mallet (1915-2002)